# Thesbia
Thesbia is een geslacht van weekdieren uit de klasse van de Gastropoda (slakken).

## Soorten
- † Thesbia antiselli (Anderson & Martin, 1914)
- Thesbia dyscrita (Watson, 1881)
- Thesbia michaelseni (Strebel, 1905)
- Thesbia nana (Lovén, 1846)
- Thesbia unica Sysoev, 1988